# Blegind Kirke
Blegind Kirke, Blegind Sogn, Hjelmslev Herred i det tidligere Skanderborg Amt.
Kor og skib er opført i romansk tid af rå kamp og granitkvadrer, især som hjørnekvadre. Den oprindelige syddør er stadig i brug og har profilerede kragsten og tympanon med to dyr omkring et træ eller en figur, tympanonrelieffet er nært beslægtet med tympanonreliefferne i Stilling og Vitved Kirke. Den tilmurede norddør har råt tilhugget overligger. Korets nordvindue er oprindeligt, desuden ses i vestgavlen et romansk vindue med rundstav langs kanten, det har formodentlig siddet et andet sted. Tårn og våbenhus er opført i sengotisk tid. Tårnet er et såkaldt styltetårn, der åbner sig mod vest ved en rundbue, kamtakgavlene har cirkelblændinger og spidsbuede højblændinger. Våbenhuset har en ganske enkel blændingsdekoration i gavlen. Da korets tag blev fornyet i 1901, fandt man 43 sølvmønter, som præsten Laurits Nielsen Torrild havde skjult under svenskekrigen (1658-60), præsten døde i 1659. Kirken blev hovedistandsat i 1953-54.
Den runde korbue er blevet forhøjet og gjort bredere sidst i 1400-tallet, ved den lejlighed blev de brede kragbånd indmuret i nordvæggen, ved restaureringen i 1953-54 blev de atter indsat i korbuen, kragbåndene har dyr og fugle samt vegetativ udsmykning i relief. Altertavlen fra begyndelsen af 1600-tallet har maleri af A. Dorph fra 1895. Nogle gårdmandskoner havde i slutningen af 1800-tallet set det nye alterbillede i Hørning Kirke, som var en kopi efter A. Dorph, de indsamlede et beløb og bad den lokale præst om at bestille et tilsvarende alterbillede hos Dorph. Dorph svarede imidlertid, at beløbet var alt for lille, men da præsten skrev tilbage, at det ville bedrøve gårdmandskonerne, skænkede Dorph et billede til kirken, og det indsamlede beløb blev brugt til at istandsætte rammeværket. Prædikestolen blev skænket af præsten Laurits Nielsen Torrild og hustru i 1651. Dåbshimlen er fra omkring 1700. I korbuen hænger et lille sengotisk krucifiks fra omkring 1500. I korets nordvæg er indsat et epitafium over præsten Rasmus Nielsen og præsten Lauritz Nielsen Torrild samt deres hustruer. Begge er formodentlig begravet i skibet, hvor stenen lå indtil 1922. Epitafiet er formodentlig udført omkring 1650 mens Lauritz Nielsen Torrild og hans hustru endnu levede, idet deres dødsdatoer ikke er indhugget.
Den romanske granitdøbefont har løvefigurer på kummen.

## Eksterne kilder og henvisninger
- Wikimedia Commons har flere filer relateret til Blegind Kirke
- Blegind Kirke Arkiveret 4. oktober 2007 hos  Wayback Machine hos nordenskirker.dk
- Blegind Kirke hos KortTilKirken.dk
- Blegind Kirke hos danmarkskirker.natmus.dk (Danmarks Kirker, Nationalmuseet)